# Лељчички рејон
Лељчички рејон (блр. Лельчыцкі раён; рус. Ле́льчицкий район) административна је јединица другог нивоа на крајњем западном делу Гомељске области у Републици Белорусији.
Административни центар рејона је варош Лељчици.

## Географија
Лељчички рејон обухвата територију површине 3.221,31 км² и територијално је највећи рејон Гомељске области. Граничи се са Житкавичким и Петрикавским рејонима на северу, Мазирским и Јељским рејоном на истоку те са Брестском облашћу на западу (Столински рејон) те са Житомирском и Ривањском облашћу Украјине на југу.
Рељеф је низијски и њиме доминира река Уборт (десна притока Припјата).

## Историја
Рејон је првобитно основан 17. јула 1924. Територијално је проширен у априлу 1962. када су му присаједињене три сеоске општине тада расформираног Туравског рејона.
Привремено је расформиран 25. децембра 1962, а његова територија присаједињена суседном Мазирском рејону. Поново је успостављен 6. јануара 1965. године у садашњим границама.

## Демографија
Према резултатима пописа из 2009. на том подручју стално је било насељено 27.722 становника или у просеку 8,61 ст/км².
Основу популације чине Белоруси (96,78%), Руси (1,7%), Украјинци (1,05%) и остали (0,47%).
Административно рејон је подељен на подручје варошице Лељчици, која је уједно и административни центар рејона и на још 14 сеоских општина. На целој територији рејона постоји укупно 75 насељених места.